# قائمة رؤساء الهند
رئيس الهند هو رأس جمهورية الهند والقائد الأعلى للقوات المسلحة الهندية. يشار إلى الرئيس بالمواطن الأول للهند. على أن دستور الهند يمنحه هذه الصلاحيات إلا أن هذا المنصب شرفي إلى حد كبير ويمارس رئيس الوزراء السلطة التنفيذية بحكم الأمر الواقع.
تنتخب الرئيس الهيئة الانتخابية المكونة من أعضاء منتخبين من مجلسي البرلمان لوك سابها ومجلس الشيوخ وأعضاء المجالس التشريعية للولابة. يجوز للرؤساء البقاء في مناصبهم لمدة خمس سنوات كما هو منصوص عليه في المادة 56 من الجزء الخامس في دستور الهند. في حالة انتهاء ولاية الرئيس مبكرًا أو غيابه يتولى نائب الرئيس منصبه. قد يقرر البرلمان بموجب المادة 70 من الجزء الخامس كيفية تصريف مهام الرئيس عندما يغيب الرئيس أو في أي حالة طارئة أخرى غير متوقعة.
كان هناك 15 رئيسًا للهند منذ إنشاء المنصب عندما أُعلنت الهند كجمهورية مع اعتماد الدستور الهندي في عام 1950. وبصرف النظر عن هؤلاء الأربعة عشر، شغل المنصب ثلاثة رؤساء بالإنابة أولهم فاراهاغيري فينكاتا غيري الذي أصبح رئيس بالإنابة في عام 1969 بعد وفاة ذاكر حسين في منصبه، ثم يعد ذلك ببضعة أشهر انتخب فاراهاغيري فينكاتا غيري رئيسًا لذا فهو الشخص الوحيد الذي شغل منصب الرئيس والرئيس بالإنابة. راجندرا براساد أول رئيس للهند هو الشخص الوحيد الذي شغل المنصب لولايتين.
كان سبعة رؤساء أعضاء في حزب سياسي قبل انتخابهم. ستة منهم كانوا أعضاء نشطين في حزب المؤتمر الوطني الهندي، وواحد في حزب جاناتا هو نيلام سانجيفا ريدي. وتوفي رئيسان في المنصب هما ذاكر حسين وفخر الدين علي أحمد في مناصبهم. بعد وفاة ذاكر حسين شغل اثنان من الرؤساء بالإنابة المنصب حتى انتخاب الرئيس الجديد فينكاتا غيري الذي استقال للمشاركة في الانتخابات الرئاسية فخلفه محمد هداية الله كرئيس بالإنابة. الرئيسة الثانية عشرة براتيبا باتيل التي انتخبت في 2007 هي أول امرأة تشغل هذا المنصب.
فازت دروبادي مورمو في انتخابات 2022 واستلمت المنصب في 25 يوليو 2022 لتصبح الرئيس الخامس عشر للهند وثاني امرأة وأول قبلية تتولى المنصب.

## قائمة رؤساء الهند

### الحكومة المؤقتة لاستقلال الهند
| # | اسم                        | لَوحَة | مدة الولاية | مدة الولاية | الحزب السياسي | نائب الرئيس                |
| - | -------------------------- | ---- | ----------- | ----------- | ------------- | -------------------------- |
| 1 | ماهيندرا براتاب            |      | 1915        | 1919        |               | عبد الحافظ محمد بركات الله |
| 2 | عبد الحافظ محمد بركات الله |      | 1919        | 1919        |               | ماهيندرا براتاب            |

### رئيس المجلس التنفيذي
| # | اسم            | لَوحَة | مدة الولاية | مدة الولاية | الحزب السياسي         |
| - | -------------- | ---- | ----------- | ----------- | --------------------- |
| 1 | جواهر لال نهرو |      | 1928        | 1941        | المؤتمر الوطني الهندي |

### سوبهاس تشاندرا بوس الحكومة المؤقتة حتى استقلال الهند
| #                     | اسم                   | لَوحَة                  | مدة الولاية           | مدة الولاية           | الحزب السياسي         | نائب الرئيس                                                   |
| الحكومة المؤقتة للهند | الحكومة المؤقتة للهند | الحكومة المؤقتة للهند | الحكومة المؤقتة للهند | الحكومة المؤقتة للهند | الحكومة المؤقتة للهند | الحكومة المؤقتة للهند                                         |
| --------------------- | --------------------- | --------------------- | --------------------- | --------------------- | --------------------- | ------------------------------------------------------------- |
| 1                     | سوبهاس تشاندرا بوس    |                       | 1941                  | 1945                  | India                 | موهان سينغ وإيوايتشي فوجيوارا مؤسسا الجيش الوطني الهندي الأول |

### رئيس المجلس التنفيذي
| # | اسم            | لَوحَة | مدة الولاية | مدة الولاية   | الحزب السياسي         |
| - | -------------- | ---- | ----------- | ------------- | --------------------- |
| 1 | جواهر لال نهرو |      | 1945        | 15 أغسطس 1947 | المؤتمر الوطني الهندي |

### الحاكم العام
| # | الحاكم العام (الميلاد والوفاة)                | لَوحَة | مدة الخدمة    | مدة الخدمة    | العاهل      | رئيس الوزراء |
| # | الحاكم العام (الميلاد والوفاة)                | لَوحَة | تولى منصبه    | المكتب الأيسر | العاهل      | رئيس الوزراء |
| - | --------------------------------------------- | ---- | ------------- | ------------- | ----------- | ------------ |
| 1 | صاحب السعادة إيرل مونتباتن لبورما (1900–1979) |      | 15 أغسطس 1947 | 21 يونيو 1948 | جورج السادس | Nehru        |
| 2 | شاكرافارتي راجاجوبالاتشاري (1878–1972)        |      | 21 يونيو 1948 | 26 يناير 1950 | جورج السادس | Nehru        |

## القائمة
| مفتاح الألوان المؤتمر الوطني الهندي (INC) (8) Janata Party (JP) (1) حزب بهاراتيا جاناتا (BJP) (2) مستقل (IND) (4) رئيس ممثل (3) | مفتاح الرموز - RES استقال - † توفي في المنصب |

| #                                                                                | اسم                                     | لَوحَة | مدة الولاية    | مدة الولاية                      | حزب سياسي منتخب!     | نائب الرئيس                |                                  |
| -------------------------------------------------------------------------------- | --------------------------------------- | ---- | -------------- | -------------------------------- | -------------------- | -------------------------- | -------------------------------- |
| 1                                                                                | راجندرا براساد (1884–1963)              |      | 26 يناير 1950  | 13 مايو 1962                     | 1950 1952 ‏ 1955 1957 | المؤتمر الوطني الهندي      | سارفيبالي رادهاكريشنان           |
| 2                                                                                | السير سارفيبالي راداكريشنان (1888–1975) |      | 13 مايو 1962   | 13 مايو 1967                     | 1962 1965            | مستقل                      | ذاكر حسين                        |
| 3                                                                                | ذاكر حسين (1897–1969)                   |      | 13 مايو 1967   | 3 مايو 1969 (died in office.)    | 1967                 | مستقل                      | في. في. جيري                     |
| 4                                                                                | في. في. جيري (1894–1980)                |      | 3 مايو 1969    | 20 يوليو 1969                    | 1969                 | مستقل                      | في. في. جيري                     |
| 5                                                                                | محمد هداية الله (1905–1992)             |      | 20 يوليو 1969  | 24 أغسطس 1969                    | 1969                 | مستقل                      | في. في. جيري                     |
| (4)                                                                              | في. في. جيري (1894–1980)                |      | 24 أغسطس 1969  | 24 أغسطس 1973                    | 1969                 | مستقل                      | جوبال سواروب باتاك               |
| –                                                                                | جوبال سواروب باتاك (1896–1982)          |      | 24 أغسطس 1973  | 24 أغسطس 1973                    | –                    | مستقل                      | جوبال سواروب باتاك               |
| (4)                                                                              | في. في. جيري (1894–1980)                |      | 24 أغسطس 1973  | 24 أغسطس 1974                    | –                    | مستقل                      | Gopal Swarup Pathak              |
| 6                                                                                | فخر الدين علي أحمد (1905–1977)          |      | 24 أغسطس 1974  | 11 فبراير 1977 (died in office.) | 1974 ‏                | حزب المؤتمر الوطني (الهند) | جوبال سواروب باثاك بي دي جاتي    |
| 7                                                                                | ب. د. جاتي (1912–2002)                  |      | 11 فبراير 1977 | 25 يوليو 1977                    | —                    | المؤتمر الوطني الهندي      | ب. د. جاتي                       |
| 8                                                                                | نيلام سانجيفا ريدي (1913–1996)          |      | 25 يوليو 1977  | 25 يوليو 1982                    | 1977                 | حزب جاناتا                 | ب. د. جاتي محمد هداية الله       |
| 9                                                                                | جياني زيل سينغ (1916–1994)              |      | 25 يوليو 1982  | 25 يوليو 1983                    | 1982 ‏                | المؤتمر الوطني الهندي      | محمد هداية الله                  |
| (5)                                                                              | محمد هداية الله (1905–1992)             |      | 25 يوليو 1983  | 25 يوليو 1983                    | —                    | المؤتمر الوطني الهندي      | محمد هداية الله                  |
| (9)                                                                              | جياني زيل سينغ (1916–1994)              |      | 25 يوليو 1983  | 25 يوليو 1984                    | —                    | المؤتمر الوطني الهندي      | محمد هداية الله                  |
| (5)                                                                              | محمد هداية الله (1905–1992)             |      | 25 يوليو 1984  | 25 يوليو 1984                    | —                    | المؤتمر الوطني الهندي      | محمد هداية الله                  |
| (9)                                                                              | جياني زيل سينغ (1916–1994)              |      | 25 يوليو 1984  | 25 يوليو 1987                    | 1984                 | المؤتمر الوطني الهندي      | راماسوامي فينكاتارامان           |
| 10                                                                               | ر. فينكاتارامان (1910–2009)             |      | 25 يوليو 1987  | 25 يوليو 1992                    | 1987                 | المؤتمر الوطني الهندي      | شانكار دايال شارما               |
| 11                                                                               | شانكار دايال شارما (1918–1999)          |      | 25 يوليو 1992  | 25 يوليو 1997                    | 1992                 | المؤتمر الوطني الهندي      | ك. ر. نارايانان                  |
| 12                                                                               | ك. ر. نارايانان (1920–2005)             |      | 25 يوليو 1997  | 25 يوليو 2000                    | 1997 ‏                | المؤتمر الوطني الهندي      | كريشان كانت                      |
| –                                                                                | كريشان كانت (1927–2002)                 |      | 25 يوليو 2000  | 25 يوليو 2000                    | –                    | المؤتمر الوطني الهندي      | كريشان كانط                      |
| (12)                                                                             | ك. ر. نارايانان (1920–2005)             |      | 25 يوليو 2000  | 25 يوليو 2002                    | –                    | المؤتمر الوطني الهندي      | كريشان كانت                      |
| 13                                                                               | أ. ب. ج. عبد الكلام (1931–2015)         |      | 25 يوليو 2002  | 25 يوليو 2003                    | 2002                 | مستقل                      | كريشان كانت بهايرون سينغ شيكاوات |
| –                                                                                | بهايرون سينغ شيكاوات (1923–2010)        |      | 25 يوليو 2003  | 25 يوليو 2003                    | –                    | مستقل                      | بهايرون سينغ شيكاوات             |
| (13)                                                                             | أ. ب. ج. عبد الكلام (1931–2015)         |      | 25 يوليو 2003  | 25 يوليو 2007                    | –                    | مستقل                      | بهايرون سينغ شيكاوات             |
| 14                                                                               | براتيبا باتيل (1934–)                   |      | 25 يوليو 2007  | 25 يوليو 2010                    | 2007                 | المؤتمر الوطني الهندي      | محمد حامد أنصاري                 |
| –                                                                                | محمد حامد أنصاري(1937–)                 |      | 25 يوليو 2010  | 25 يوليو 2010                    | –                    | المؤتمر الوطني الهندي      | محمد حامد أنصاري                 |
| (14)                                                                             | براتيبا باتيل (1934–)                   |      | 25 يوليو 2010  | 25 يوليو 2012                    | –                    | المؤتمر الوطني الهندي      | محمد حامد أنصاري                 |
| 15                                                                               | براناب موخيرجي (1935–2020)              |      | 25 يوليو 2012  | 25 يوليو 2016                    | 2012                 | حزب المؤتمر الوطني (الهند) | محمد حامد أنصاري                 |
| –                                                                                | محمد حامد أنصاري(1937–)                 |      | 25 يوليو 2016  | 25 يوليو 2016                    | –                    | المؤتمر الوطني الهندي      | محمد حامد أنصاري                 |
| (15)                                                                             | براناب موخيرجي (1935–2020)              |      | 25 يوليو 2016  | 25 يوليو 2017                    | –                    | حزب المؤتمر الوطني (الهند) | Mohammad Hamid Ansari            |
| 16                                                                               | رام ناث كوفيند (1945–)                  |      | 25 يوليو 2017  | 25 يوليو 2018                    | 2017                 | حزب بهاراتيا جاناتا        | محمد حامد أنصاري فينكايا نايدو   |
| _                                                                                | م. فينكايا نايدو (1949–)                |      | 25 يوليو 2018  | 25 يوليو 2018                    | –                    | حزب بهاراتيا جاناتا        | Venkaiah Naidu                   |
| (16)                                                                             | رام نات كوفيند (1945–)                  |      | 25 July 2018   | 25 July 2022                     | –                    | حزب بهاراتيا جاناتا        | Venkaiah Naidu                   |
| 17                                                                               | دروبادي مورمو (1958-)                   |      | 25 July 2022   | 11 August 2022                   | 2022                 | حزب بهاراتيا جاناتا        | Venkaiah Naidu Jagdeep Dhankhar  |
| –                                                                                | Jagdeep Dhankhar (1951–)                |      | 11 August 2022 | 11 August 2022                   | –                    | حزب بهاراتيا جاناتا        | Jagdeep Dhankhar                 |
| 17                                                                               | دروبادي مورمو (1958-)                   |      | 11 August 2022 | 25 July 2025                     | –                    | حزب بهاراتيا جاناتا        | Jagdeep Dhankhar                 |
| 18                                                                               | ناريندرا مودي(1950–)                    |      | 25 July 2025   | Incumbent                        | —                    | حزب بهاراتيا جاناتا        | Jagdeep Dhankhar                 |
| Armed forces who staged a military coup against the government and seized power. |                                         |      |                |                                  |                      |                            |                                  |
| 19                                                                               | Javed Khans (1996–)                     |      | 25 July 2025   | Incumbent                        |                      | Military                   | Armed forces                     |

## الرسوم البيانية
الرؤساء حسب الأحزاب
مخطط لمدة حكم الرؤساء

## روابط خارجية
- World Statesmen – India

- Rulers.org – India
- قائمة رؤساء وزراء الهند